# Christiane Köpke
Christiane Köpke (* 24. August 1956 in Brandenburg an der Havel, vor der Heirat: Christiane Knetsch) ist eine ehemalige Ruderin aus der DDR. Sie gewann 1976 und 1980 olympisches Gold im Achter.
Christiane Knetsch von der SG Dynamo Potsdam siegte 1972 bei der Spartakiade im Doppelvierer und im Achter. Von 1973 bis 1975 erruderte sie im Achter drei DDR-Meistertitel. 1975 bei den Weltmeisterschaften in Nottingham siegte der DDR-Achter in der Besetzung Doris Mosig, Rosel Nitsche, Renate Neu, Monika Kallies, Bianka Schwede, Ilona Richter, Christiane Knetsch, Viola Goretzki und Steuerfrau Marina Wilke.
Bei den Olympischen Spielen 1976 in Montreal hatte das Frauenrudern seine olympische Premiere. Die Boote aus der DDR gewannen in den sechs Bootsklassen vier Goldmedaillen und zwei Silbermedaillen. Der Achter trat in der Aufstellung Irina Müller, Helma Lehmann, Henrietta Ebert, Monika Kallies, Brigitte Ahrenholz, Ilona Richter, Christiane Knetsch, Viola Goretzki und Marina Wilke an und siegte mit drei Sekunden Vorsprung auf den Achter aus der Sowjetunion.
Nach ihrer Heirat war Christiane Köpke bei den Weltmeisterschaften 1978 in Neuseeland als Schlagfrau dabei, das Boot gewann die Silbermedaille hinter dem sowjetischen Boot. 1980 wechselte Trainer Dieter Grahn im DDR-Achter noch einmal durch: Martina Boesler, Kersten Neisser, Christiane Köpke, Birgit Schütz, Gabriele Kühn, Ilona Richter, Marita Sandig, Karin Metze und Marina Wilke siegten bei den Olympischen Spielen 1980 mit einer Sekunde Vorsprung auf das sowjetische Boot.
Für ihre sportlichen Erfolge wurde sie 1976 und 1980 mit dem Vaterländischen Verdienstorden in Silber ausgezeichnet.
Christiane Köpke war nach dem Studium der Rechtswissenschaften bei der Volkspolizei in Potsdam tätig, sie wurde nach der Wende in den Polizeidienst übernommen.